# Hartlebury
Hartlebury – wieś w Anglii, w hrabstwie Worcestershire, w dystrykcie Wychavon. Leży 16 km na północ od miasta Worcester i 172 km na północny zachód od Londynu. Miejscowość liczy 2549 mieszkańców.